# Meurtre de Gabby Petito
Le meurtre de Gabby Petito est une affaire criminelle américaine centrée sur la disparition puis la mort de Gabrielle Venora Petito, une influenceuse web, fin août 2021.
Le 21 janvier 2022, la police fédérale annonce que son fiancé, Brian Laundrie, a avoué l'avoir tuée, avant de se suicider.

## Victime
Gabrielle Venora Petito est née le 19 mars 1999 à Blue Point, dans le comté de Suffolk (État de New York).
Elle étudie à l'école secondaire Bayport-Blue Point, puis commence à travailler en tant que nutritionniste.
En 2019, elle rencontre Brian Christopher Laundrie (né le 18 novembre 1997) et se lance dans l'influence numérique avec lui.

## Faits
À la fin du mois d'août 2021, la famille Petito a perdu contact avec sa fille, Gabby Petito, alors que celle-ci effectuait un road trip à travers les États-Unis avec son fiancé Brian Christopher Laundrie,. La disparition de l'influenceuse fait l'objet de nombreuses spéculations et couvertures dans les médias d'information et sur les médias sociaux.
Le retour en Floride de Brian Laundrie le 1er septembre — sans Gabby Petito — de leur voyage dans l'Ouest des États-Unis dans leur camping-car blanc, et son refus d'indiquer où elle pouvait se trouver, ont suscité l'inquiétude. Le 19 septembre 2021, des restes humains conformes à la description de Gabby Petito ont été trouvés dans la forêt nationale de Bridger-Teton dans le Wyoming. Une autopsie a lieu le 21 septembre et ses résultats confirment que le corps est bien celui de Gabby Petito  et que la mort serait due à un homicide. Les autorités recherchent Brian Laundrie, introuvable depuis le 14 septembre. Le 22 septembre, la cour de district des États-Unis pour le district du Wyoming (en) délivre un mandat d'arrêt à son encontre pour avoir utilisé frauduleusement la carte bancaire de Gabby Petito entre le 30 août et le 1er septembre,,,. Gabby Petito est incinérée à Valley Mortuary, ses obsèques ont lieu à Moloney's Holbrook Funeral Home le 26 septembre.
L'affaire a suscité une très grande attention en raison de la quantité de documents audio et vidéo disponibles, d'informations d'ordre logistique autour des voyages du couple, de séquences vidéo des caméras individuelles de policiers, d'enregistrements d'appels d'urgence, de témoignages oculaires sur les réseaux sociaux, ou encore du suivi des déplacements de téléphones portables,,,,,,.

## Enquête
Selon les résultats d'une autopsie rendus publics le 12 octobre 2021, Gabby Petito est morte étranglée. À cette période, son fiancé demeurait toujours introuvable. Une semaine plus tôt, sa sœur aînée Cassie était apparue sur ABC dans l'émission Good Morning America pour lui demander de se rendre aux autorités.
Le 20 octobre 2021, des objets qui appartiendraient à Brian Laundrie et des restes humains à l'« état squelettique » sont découverts dans un marécage du parc environnemental de Myakkahatchee Creek (en) en Floride où le jeune homme avait l'habitude de se rendre,. Le lendemain, le FBI annonce que les restes retrouvés sont bien ceux de Brian Laundrie, l'identification s'est faite grâce aux fichiers dentaires,,. L'état de décomposition de la dépouille étant beaucoup trop avancé pour pouvoir pratiquer une autopsie, c'est exceptionnellement à un anthropologue judiciaire (et non à un médecin légiste) que revient la tâche de déterminer la cause du décès de Brian Laundrie. Le 23 novembre 2021, l'anthropologue judiciaire rend ses conclusions à Steven Bertolino, l'avocat de la famille Laundrie, qui s'empresse d'en informer ABC Action News (en) : « la cause du décès est une blessure par balle à la tête et [...] les circonstances du décès correspondent à un suicide ».

### Aveux de Brian Laundrie
Selon l'annonce faite par la police fédérale le 21 janvier 2022, Brian Laundrie a avoué avoir tué Gabby Petito dans un carnet qu'il a laissé avant de se suicider. Après le meurtre, il a envoyé un texto pour faire croire qu'elle était toujours en vie, avant d'être officiellement mis en cause pour la mort de Gabby Petito.
La division de Denver du FBI a alors clos l'enquête, en déclarant que « l'enquête n'a identifié aucune autre personne que Brian Laundrie qui soit directement impliquée dans la mort tragique de Gabby Petito. Tout au long de l'enquête, l'objectif premier du FBI a été de faire justice pour Gabby et sa famille ».

## Dans les médias
En 2025, Netflix diffuse une mini-série en 3 épisodes intitulée American Murder: Gabby Petito, relatant la disparition de la jeune femme et l'enquête qui s'en suivit, basée sur les vidéos que Gabby Petito postait sur ses réseaux sociaux et les images des caméras embarquées des policiers ayant mené les investigations.